# Ciclope (A5319)
Il Ciclope (distintivo ottico A5319) è un rimorchiatore d'altura della Marina Militare italiana, appartenente alla classe Ciclope. Può svolgere inoltre interventi di soccorso e salvataggio ed azioni antincendio.